# Castejón de Valdejasa
Castejón de Valdejasa (en aragonès: Castellón de Val de Chasa) és un municipi de l'Aragó situat a la província de Saragossa i enquadrat a la comarca de Las Cinco Villas.